# Luigi Capello (général)
Pour les articles homonymes, voir Luigi Capello et Capello.
Luigi Capello (né le 14 avril 1859 à Verbania dans le Piémont - mort le 25 mai 1941 à Rome) est un militaire italien.
Il est connu pour avoir organisé avec Tito Zaniboni un attentat contre Benito Mussolini le 4 novembre 1925.

## Histoire

### Carrière militaire
Né à Verbania sur les rives du lac Majeur dans une relative pauvreté, avant l'unification de l'Italie, Luigi Capello révèle une très forte personnalité qui lui permet de contourner de nombreux préjugés sociaux. Nommé sous-lieutenant en 1878, il fréquente ensuite l'école de guerre. Capello devient colonel en 1910 et commande le 50e régiment d'infanterie, brigade de Parme. Avec le grade de général de division, il prend ensuite le commandement de la brigade "Abruzzi" affectée en Libye pendant la guerre italo-turque où il a le commandement d'une brigade de la 4e division spéciale du général Ferruccio Trombi, participant aux combats dans le secteur de Derna. Promu lieutenant général en 1914, il commande la 25e division (Cagliari) puis, avec l'entrée dans la Première Guerre mondiale de l'Italie, qui a lieu le 24 mai 1915, il est affecté à la 3e armée. Il commande la 25e division du XIIIe corps d'armée.
Il prend part aux batailles sur le plateau du Karst jusqu'à être promu lieutenant général le 28 septembre 1915. Il commande alors le VIe corps d'armée face à Gorizia et aux hauteurs de Podgora et de Sabotino. Malgré les nombreuses offensives menées lors des troisième et quatrième batailles de l'Isonzo, les contre-offensives autrichiennes contrecarrent les meilleurs efforts des Italiens. Cependant, sa grande ambition lui permet de remporter un premier succès lors de la Première Guerre mondiale, en remportant la sixième bataille de l'Isonzo, avec la conquête de la ville de Gorizia. C'est la première victoire italienne de quelque importance, qui fait briller l'étoile de Capello. Le général sera par la suite l'objet de nombreuses convoitises, dont celle du général Cadorna.
Grâce à la conquête de Gorizia, Capello gagne une grande popularité, tant parmi les classes populaires que parmi les médias italiens. À partir de là, sa carrière connaît une nette poussée vers le haut. Désormais, Cadorna considère Capello comme un rival sérieux, et le 7 septembre 1916, il est transféré au commandement du XXIIIe corps d'armée. Par la suite, Capello se voit confier le commandement du Ve corps d'armée de la 1re armée et est rappelé sur le front d'Isonzo, où il est commandant du secteur de Gorizia. C'est depuis Gorizia qu'il organise la onzième bataille de l'Isonzo pour le contrôle des hauteurs autour de Gorizia. Il se voit confier le commandement de la 2e armée (à Isonzo) en juin 1917, ce qui lui permet de conquérir Bainsizza lors de la onzième offensive dans ce secteur. Bainsizza est une autre " victoire " italienne, ce qui permet désormais de penser que les seuls succès remportés par l'armée italienne portent tous l'empreinte de Capello.
Il a commandé pas moins de neuf corps d'armée (entre Monte Rombon et Vipacco). En tant que commandant de la 2e armée, il a pu innover en matière de tactiques offensives et, en particulier, il a soutenu la création des Arditi, au point d'être l'objet de l'aversion des autres responsables de l'armée, qui voyaient dans les Arditi, les prétoriens de Capello, et dans Capello lui-même, un général qui s'entourait de mercenaires et de fidèles qui lui faisaient allégeance, créant ainsi des rivalités qui allaient l'isoler à Caporetto.
Le 24 octobre 1917, tout s'écroule. Capello est placé aux côtés d'autres armées par Cadorna afin de repousser l'offensive austro-allemande menée par les généraux Otto von Below et Svetozar Boroević. L'armée italienne n'était pas préparée à livrer une bataille défensive après avoir mené toutes ses opérations jusque-là dans une posture offensive, et comme elle ignorait les méthodes innovantes qui évitaient aux troupes de s'enliser dans le "no man's land" (l'Allemagne avait développé une technique de combat telle que l'infiltration par les Stosstruppen). Capello avait négligé d'organiser la 2e armée pour la défense, ce qui a conduit à l'effondrement complet de la ligne de front. Tout ceci est exacerbé par la maladie qui l'oblige à céder son commandement pendant la bataille, cette fois au général Luca Montuori.
Avec la défaite de Caporetto, la carrière militaire de Capello prend fin. Le 8 février 1918, Capello est relevé de toutes ses fonctions, traduit devant une commission d'enquête sur les causes de Caporetto et, sur ordre de la commission, il est mis à la retraite.

### Carrière politique
Après la guerre, il est ensuite parmi les premiers à adhérer aux Faisceaux italiens de combat (Fasci italiani di combattimento) ; il est appelé à présider son congrès à Rome en novembre 1921 et participe en octobre 1922 à la Marche sur Rome. Il rejoint le parti national fasciste (PNF), mais en février 1923, après que le Grand Conseil du fascisme eut déclaré incompatible l'appartenance au PNF et à la  Franc-maçonnerie, il démissionne du parti. Selon l'historien  militaire Schindler, tandis que d'autres commandants italiens de la Première Guerre mondiale, comme Diaz et Badoglio furent honorés par le régime fasciste, Capello fut mis de côté à cause de son appartenance à la Franc-maçonnerie, ayant été initié le 15 avril 1910 dans la Loge "Fides" de Turin et ayant ensuite atteint le 33° et dernier degré du Rite écossais ancien et accepté.

### L'attentat contre Mussolini
Capello est arrêté à Turin pour avoir participé à l'organisation de la tentative d'assassinat manquée contre Mussolini en 1925, organisée par le député socialiste-unitaire Tito Zaniboni. Capello rejette toutes les accusations et déclare qu'il n'a eu qu'une seule rencontre, le 2 novembre, avec Carlo Quaglia, envoyé par Zaniboni afin de lui accorder un prêt de 300 lires pour financer une manifestation d'anciens combattants antifascistes, mais qu'il ignorait les véritables intentions de Zaniboni,. Selon les rapports de police, la somme, arrivée de Prague et remise par Quaglia, avait été donnée par un important franc-maçon, ce qui a fait naître l'idée qu'il y avait un " arrière-plan maçonnique " à l'affaire, tandis que selon le policier Guido Leto, la responsabilité de la franc-maçonnerie italienne, bien qu'elle ait été considérée comme acquise dès le départ dans le domaine politique, a ensuite été dévalorisée dans le domaine judiciaire. Néanmoins, elle justifie pour le régime fasciste l'adoption de lois visant à la suppression de la franc-maçonnerie en Italie, qui sont votées la même année. Mais les responsabilités de Capello apparaissent toujours, et Zaniboni tente en vain de le disculper de la tentative ratée,; admettant toutefois son implication, il déclare : " J'avais remarqué son aversion pour mon action et son intention de se détacher de moi ". Pour sa part, Capello s'est justifié en affirmant que son aversion pour le régime n'allait pas jusqu'à vouloir commettre une tentative d'assassinat.
En 1927, il est condamné à trente ans de prison, mais il est libéré le 22 janvier 1936. Selon Guido Leto, la réduction de peine est due à la conviction de Mussolini que, malgré les preuves, le général n'était pas impliqué dans la tentative d'assassinat, ainsi qu'à la reconnaissance des mérites importants acquis par Capello pendant la Grande Guerre. En outre, Mussolini ordonne la réquisition de certaines pièces de la clinique du docteur Cusumano à Formia, où Capello (et le jardin attenant) peut se déplacer librement pendant sa détention, bien que sous la surveillance des carabiniers (carabinieri)
Libéré de prison, il passe les dernières années de sa vie dans un appartement de la Via Stazione San Pietro à Rome et les étés à Grottaferrata.
Par un décret du 26 décembre 1947, il se voit restituer toutes les décorations militaires qui lui avaient été attribuées, à compter du 5 août de la même année.

## Distinctions
- Grand officier de l'Ordre militaire de Savoie
- "Il a fermement placé les positions de son corps d'armée en défense dans un secteur où l'ennemi contestait le plus âprement notre avance. Il a ensuite planifié et dirigé avec une habileté singulière et une grande énergie les opérations qui ont conduit à la conquête de Gorizia. février - 9 août 1916".
- Arrêté royal du 28 décembre 1916 dans le Bulletin officiel, Disp. 112a du 30 décembre 1916, p. 6402.
 - Cavalier grande croix de l'Ordre militaire de Savoie 
- "Avec un commandement actif, diligent et avisé, il a traduit le plan du Commandement suprême en action sur le front de son armée. Avec la ferveur de la foi, il prépara les âmes au combat ; avec une énergie courageuse, il dirigea ses troupes à la conquête du Mont Santo et du plateau de Bainsizza, dans la bataille entre Tolmino et la mer. Moyen Isonzo, mai-août 1917".
- Arrêté royal du 6 octobre 1917.
 - Médaille de bronze pour la valeur militaire
- Passant par là dans sa voiture, il se rendit compte qu'une escouade de soldats était perplexe face à un soldat indiscipliné qui était sur le point de commettre des actes dangereux, et avec une énergie foudroyante et vigoureuse, il se jeta sur le soldat abandonné et le réduisit à l'impuissance. Perteole, 23 mars 1916.
- Décret de lieutenance 21 avril 1916
 - Croix du Mérite de la guerre
- Détermination ministérielle du 4 novembre 1922